# حمض الإروسيك
حمض الإروسيك أو حامض الإيروسيك هو حمض دهني غير مشبع له الصيغة الكيميائية C22H42O2 مع وجود رابطة مزدوجة واحدة في البنية تقع على الكربون رقم 9 من الطرف الميثيلي للسلسلة، ولذلك فهو يصنف من أحماض أوميغا 9.
يشتق الاسم الدارج للمركب من Eruca، وهو الاسم العلمي لجنس نباتات الجرجير.

## الوفرة الطبيعية

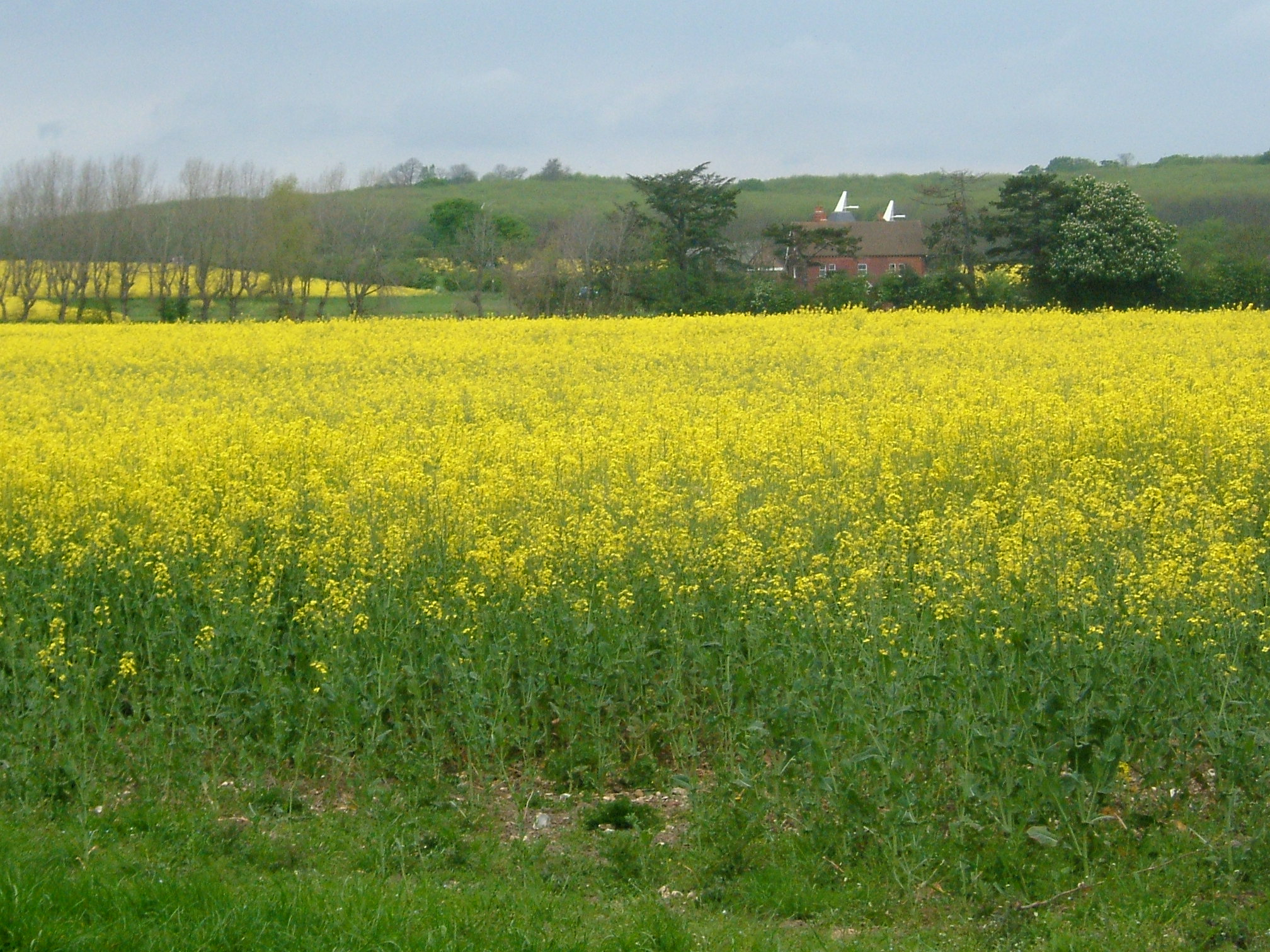
يحوبي زيت السلجم على حمض الإروسيك

يوجد حمض الإروسيك طبيعياً في بذور جنس نباتات القصيصة، كما يوجد بنسبة تصل إلى 54% في زيت السلجم؛ وبنسبة تصل إلى 42% في زيت الخردل.

## الخواص
يوجد حمض الإروسيك في الشروط القياسية على شكل مادة صلبة شمعية بيضاء اللون، عديمة الانحلالية في الماء، لكنها تذوب في الإيثانول أو الميثانول.

## الاستخدامات
يستخدم المركب في صناعة المواد الفعالة بالسطح وفي صناعة المزلّقات، كما يستخدم كمادة أولية طليعية في وقود الديزل الحيوي. لمشتقات حمض الإروسيك من الاسترات تطبيقات صناعية أيضاً.